# ヒュンケル
ヒュンケルは、三条陸（原作）と稲田浩司（作画）による漫画およびそれを原作とするアニメ『DRAGON QUEST -ダイの大冒険-』に登場する架空の人物。アニメ版の声優は堀秀行（1991年版）、梶裕貴（2020年版）。

## 概要
魔剣戦士→戦士（剣士→槍術士）。
アバンの使徒の一人。ダイと同様、怪物達に育てられた青年でアバンの最初の弟子。その後、魔王軍のミストバーンにも師事し、暗黒闘気を用いた術を彼より学び、アンデッド系モンスターの軍団・不死騎団の団長に抜擢される。初登場時の年齢は21歳。一人称は「オレ」（劇場版での一人称は「私」）。当初は養父をアバンに殺されたとの思いから人間全てを憎んでいたが、ダイたちとの戦いを経て真相を知り、仲間となる。その後、幾多の戦いを経て、アバンの使徒の長兄としての自覚を持つようになった。

## 人物
その雰囲気と態度からか高慢な人間だと思われがちだが、本当は非常に繊細な心の持ち主であり、自分の気持ちに対して不器用なだけである。
境遇からか「自分は人を幸せになどできない。不幸にしかできない」と述べているように、他者と幸福を共有することは放棄しているに等しいため、エイミからその気持ちを告白された際にも、彼女の幸せを願ってわざと突き放している。マァムに対しても、彼女のことを聖母として敬い愛情を持っているが、またここでも彼女の幸せのため身を引いている。
アバンに対してはグランドクルスを教わった際にそれを一笑に付すなど反抗的な態度をとることもあったが本当はその人柄を慕っていた。それは、アバンに対する尊敬の念を、復讐という目的（後述）のために押し隠していたからである。そのような心にもないことを言ってアバンを困らせるときには、彼は「寂しさと申し訳なさが同居したような眼」をいつもしていたらしい。アバン復活後は、アバンの事を「先生」と呼ぶ時もある。
怪物達に育てられたという経緯から、ダイはヒュンケルを自分の境遇と重ね合わせ、「もし自分もヒュンケルと同じ境遇になれば、アバンを恨んでいたかもしれない」と彼を敵として憎む事が出来ず、怒りで竜の紋章を発動できなかった。また、ヒュンケルもバランの死の際に「竜の騎士は最強だから死ぬはずがない」と嘆くダイに、かつてバルトスが死んだ時の自分と重ね合わせていた。

## 劇中での軌跡

### 生い立ち
パプニカ王国のあるホルキア大陸出身。かつてハドラー率いる魔王軍の本拠地であったホルキア大陸はその猛攻に晒されており、多くの町や村が襲撃されていた。ヒュンケルもまた、赤子の頃、生まれ故郷の村が魔王軍に襲撃された折に捨て子となり、泣いていたところを魔王軍の地獄の騎士バルトスに拾われ、かつて魔界を牛耳ったという剣豪の名を命名され彼の息子として育てられた。
以後バルトスの元で心優しい少年へと成長していった。アニメではハドラーの影響で凶暴化していたはずのモンスター達も次第にヒュンケルと打ち解け可愛がられるようになっている。また、アバンが勇者だったの時代を描いたスピンオフ漫画『ドラゴンクエスト ダイの大冒険 勇者アバンと獄炎の魔王』（以下、『勇者アバンと獄炎の魔王』）では、第2話で初登場し、デルムリン島にモンスターの育成に向かうブラスに対して、最初は怯えるような様子を見せるも、バルトスとともに笑顔で手を振るという子供らしい一面も描かれた。
だが、この関係は、アバンたち勇者一行がハドラーの城（地底魔城）に攻め込んできたためにそれも長くは続かなかった。
バルトスはアンデッドのため、産みの親であるハドラーと生死がリンクしていたが、ハドラーはアバンに討たれてしまう。バルトスの死を目の当たりにしたヒュンケルは、アバンをバルトスの仇と思い込み、一番弟子となってその技を学んだ後に襲い掛かるが失敗、返り討ち（アバンは反射的に手を出してしまった。また、アバン曰く「そうしなければ殺されていた」ほどの攻撃だった）にあって失神しながら、川に流されていたところをミストバーンに救われて魔王軍に加わり、ミストバーンの元で暗黒闘気の戦闘術をも身に付け、遂には不死騎団の軍団長となった。

### 不死騎団軍団長に就任
人間であることに加え、宿敵であるアバンに師事したヒュンケルを軍団長にすることにハドラーは反対したが、復讐のためその相手に敢えて師事した根性と、自分以外の全てを憎みやり場のなさを巡らせた目付きの素晴らしさから大魔王バーンはヒュンケルを非常に気に入り、魔界の戦士の模範と評した。また、不死騎団はバーンの力に異変が起これば不安定になる性質があり、それを統率するには生命ある人間が適切であるという理由もあったらしい。
養父をアバンに殺されたという恨みから人間全てを憎むようになり、魔王軍のためというよりもその憎しみを晴らすことを第一目的にして戦い続ける。アバンとその弟子も皆殺しにするべく「アバンのしるし」を手掛かりとして持ち歩き、彼らの行方を追っていた。パプニカ王国を滅ぼした直後に、レオナ姫に会うためパプニカへとやってきたダイたちと対峙し、アバンの弟子を皆殺しにせんと刃を向け、その際に「アバンのしるし」も、もはや不要と投げ捨てた。
当時のダイを上回る剣技（加えて、モンスターに育てられた共通点を持つダイは、人間側の都合で養親を葬られたことへの同情から全力を出せなかった）と魔法を防ぐ「鎧の魔剣」でダイたちを追い詰め、「ブラッディースクライド」でとどめを刺そうとした所を蘇生したてでまだ傷が癒えぬクロコダインが身を挺して守り、ダイとポップに逃げられる。気絶させたマァムは女性であることから養父の教えに従い殺さず捕縛、人間の良さを説くクロコダインには剣を貫き再び瀕死の重傷を負わせるも、武士の情けで部下に手当を命じた。養父譲りの騎士道精神を守っていたことから、憎しみにとらわれるのをやめるようにマァムに諌められるが、その場は逆上して彼女を殴ってしまう。
そして、鎧の魔剣が防げない電撃呪文（鎧そのものはその呪文を防げるが、電流は身に着けている本人に流れてしまう）を特訓して地底魔城に乗り込んできたダイたちと再び対峙した。その最中で、マァムが発見していた「魂の貝殻」に残されていたメッセージにより、養父バルトスの死の真相を知る。バルトスはアバンの実力と人物を認めて降伏し、アバンはハドラーとの決戦に向かった。しかしハドラーはアバンに倒された直後にバーンの手で蘇生していたためバルトスも死んでおらず、蘇生したハドラーによって裏切り者として殺されていた。そして降伏した際に死を覚悟していたバルトスはアバンにヒュンケルの行く末を託し、アバンはヒュンケルが自分を父の仇と狙っていることを知りながらもヒュンケルを見守っていたのだった。その事実を簡単には受け入れられなかったが、意識を失いながらも闘争本能のみで戦い続けたダイの魔法剣に敗れた（この時ダイは紋章の力を使っておらず、ヒュンケルが紋章を見たのはレオナ救出時である）ことと「アバンのしるし」を拾って自分を包んでくれたマァムの聖母のごとき慈愛に打たれ、改心する。
ダイたちとの戦いで消耗したところをフレイザードに奇襲され、全員道連れにされそうになるがダイたちを決死の覚悟で救いだす。その際に自身は死にかけるもクロコダインに救われ、バルジ島決戦に駆けつけダイたちの仲間となる。

### ダイの仲間となって以降
バルジ島決戦において、死闘の末に本当の親の仇であるハドラーを倒した。フレイザードに苦戦するダイに対しては目ではなく気（闘気）で相手を読ませるため、自身の血をダイの目に掛けて一時的に盲目にするという荒療治を敢行した。フレイザードとの戦いを援護し勝利した後、ヒュンケルは、パプニカを滅ぼしたことをはじめとする過去の罪の清算として、自分に対する裁きをレオナに対して申し出る。しかし、過去にとらわれることなく生涯をアバンの使徒として生きるようにレオナに諭され、ダイたちと共に戦い続ける決意を新たにする。その後、ダイ一行と暫し離れてギルドメイン山脈に隠されていた魔王軍の拠点・鬼岩城への偵察に向かうが、鬼岩城は移動した後であり、その足跡を追う中、超竜軍団に滅ぼされたカール王国に辿り着く。そこでバランの正体とダイ達に危機が迫っていることに気づき合流を急ぐ。バラン戦においては、竜騎衆の足止めを行い苦戦していたポップの助勢へと駆けつけ、竜騎衆のガルダンディーに重大なダメージを与えると共にボラホーンを一蹴し、竜騎衆最強の戦士ラーハルトと戦う。魔剣と同じ性能を持つ「鎧の魔槍」を使うラーハルトの超人的なスピードに翻弄されたヒュンケルは手も足も出なかったが、死を覚悟しその戦いに全てを賭けた力「グランドクルス」によってラーハルトに辛勝する。その際に、ラーハルトの口から、人間ではないことによる迫害を経験したバランとラーハルトの過去を聞き、かつて全てを憎み悪魔に魂を売り渡した境遇が重なる自分の口から、バランに人間の素晴らしさを説く決意を固めた。だがその説得は、結果としてバランを傷つけ逆上させることとなった。怒りに猛るバランに打ちのめされるも、魔剣を託すなどダイを援護し、結果的に魔剣は失うもバランを退かせることに成功する。
バラン戦を経た後に、ただ闘って相手を倒すだけの力では不十分であり、相手を止める力が必要だと気付く。そしてアバンの使徒の長兄として、また一方ではラーハルトの友としての自覚と責任を強く持ち、自分を厳しく律し、魔剣が消失し魔槍を譲り受けたこともあって「アバンの書」よりアバン流槍殺法を新たに修行する。その際も、アバンの書はかつて悪に染まった自分が持つには重く、アバンの正当な後継者であるダイたちが持つのが相応しいとして、読んだ内容を覚えるのみにして修行に臨んだ。修行を経てアバン流槍殺法の基本をマスターしたヒュンケルは、魔影軍団戦において闇の師であるミストバーンと対峙し、過去との決別を試みる。その際にミストバーンから弱くなったと言われ（後述）、自分を見失い闇に溺れそうになるが、マァムの言葉で我に返り、アバン流の空の技「虚空閃」を会得する。
死の大地において、無謀と知りながら一人で大魔王バーンとの戦いに挑もうとするバランと再会した際には、体を張ってそれを阻止しようとした。バランを一人で暴れさせ放置した方が、自分たちパーティにとってはむしろ楽になるのだが、ラーハルトから譲り受けた鎧の魔槍への誓いにかけて、そのバランの行為を戒めたのであった。そのバランとの対峙において、それを好機として敵をまとめて葬ろうとしたアルビナスの奇襲を受けるが、バランの渾身の一撃をまともにくらうことも辞さずアルビナスを撃退し、バランから「二度と戦えまい」と言われるほどの重傷を負う。この勝負によってバランは、ヒュンケルの覚悟がただのきれい事ではなかったと負けを認め、わだかまりをといてダイたちの味方側についた。
重傷を負ったヒュンケルだが不屈の闘志で再び立ち上がり、死の大地に攻め込む仲間たちと合流。バーンパレス出現直後に大魔王バーンとの戦いとなるも敗北し、クロコダインともども囚われて、裏切者として処刑されることになる。しかし、それを惜しむミストバーンから魔王軍に戻るよう勧誘され、敢えてそれを受けて暗黒闘気の杯を仰ぐことで新たな光の闘気に目覚め、最終決戦に臨むことになる。

### 最終決戦
最終決戦では、新たな光の闘気を身につけてミストバーンを圧倒、バーンパレスではヒムを一蹴、またアバンが復帰したことにより、アバンの使徒の長兄役から一介の戦士に戻ってダイたちの後方支援に打って出る。魔界のモンスター軍団を無数に倒して消耗したところを、プロモーション（昇格）によって復活したヒムとの戦いに入る。新たな力を得たヒムに圧倒されるも、決死の覚悟で臨んだ最後の激突を制して辛勝する。
その後、襲来したマキシマム率いるオリハルコン軍団の大半を丸腰同然の身で倒し、甦ったライバルであり友でもあるラーハルトの加勢を得て生き延びるも今度こそ戦闘不能となり、再起不能となったことから以後武器を振るうことはなかった。この際、ヒュンケルが死亡したかのような演出がなされているが、あくまで「疲れて眠りについた」だけであった。
そしてラーハルトとヒムをダイたちに加勢させ、自らは満足に動けない身体ながらも決戦を見届け、自らの身体を乗っ取ろうとしたかつての師ミストの裏をかき、倒して過去との決別を果たした。
その後は、ラーハルトと共に旅に出ている（その後ろには、隠れるようにエイミが付いてきている）。

## 戦士としてのヒュンケル
武器は当初、軍団長時代にバーンより賜った「鎧の魔剣」を振るっていたが、バランとの戦いで失われ、それ以後はバラン戦直前に戦い通じ合った戦友である陸戦騎ラーハルトより託された「鎧の魔槍」を振るうようになる。本来は槍は素人であるため、バラン戦後にアバン流槍殺法の修行に励み、戦いを経てこれをマスターするに至る。剣の実力はロン・ベルクも「剣を使えば俺に劣らない」と一目置くほどで、アバン流槍殺法マスター後も剣の方が強いと見られていた。しかし、ダイの回想の中ではロン・ベルクとの修行中に魔槍を使いこなせるようになったことが語られている。なお、虚空閃を会得したことでアバンストラッシュを完璧に使えるようになったはずだが、作中は槍を使用した完全版のアバンストラッシュを使うことはなかった。その理由は先述のとおり、アバンストラッシュを継ぐのは正当なアバンの後継者たるダイであって、自分には重いと考え戒めているからである。
アバンに師事することによって「光の闘気」を身につけ、その後ミストバーンに師事することによって暗黒闘気の使い方を教わったことから、体内に光の闘気と暗黒闘気を合わせ持つ異色の戦士となる。ダイたちの仲間に加わった彼の暗黒闘気は、光の闘気ばかりを用いて戦うようになったせいで弱くなり、善と悪の闘技を半端にかじった野良犬になり下がったとミストバーンは罵倒した。しかし、ヒュンケルの操る暗黒闘気と光の闘気の強さは、実は両者を自分自身の中で対立させ反発させ合うことによる強さであった。それに気付いたヒュンケルは、ミストバーンの強大な暗黒闘気をあえてその身に取り込むことで、自らの光の闘気を爆発的に強力なものへ昇華させた。
ヒュンケルの魂の力は「闘志」であり（その魂の力でアバンのしるしは紫に輝く）、その命すら超える力により何度も死の淵から復活している。不死騎団の団長に相応しく「不死身」とすら呼ばれ、作中でも敵味方問わず多くの人物からその不死身の生命力と不屈の闘志は恐れられている。ダイの父・バランを庇って重傷を負った際にはバランから二度と戦えまいと告げられていたにもかかわらず僅かな休息を経て戦列に復帰している。ヒュンケルにとっては自分の命すら武器の一つにすぎない。アバンやダイ、さらにはパプニカ等の人々に剣を向けた彼は、常にその罪悪感に苛まれ恐怖しており、生死をかけた闘いの中で感じる痛みや流す血だけがその罪の償いにつながると信じている。そのためヒュンケルの闘志には、どんな説明も妨害も受け付けない強固な信念がこもっており、鎧の魔槍をエイミに隠された際には満身創痍の身でありながら、丸腰で戦場に赴こうとした。最終決戦時の金属生命体との戦いにおいても、HP（ヒットポイント）が1しか残っておらず、刃物にかすっただけでも死ぬような状態（王・マキシマムのスキャン結果）でオリハルコン軍団の大半を倒す。この戦いで歩くことは出来ても二度と戦闘はできない程の傷を体に負ったものの、その後もアバンの使徒としての使命を忘れず、もう一人の師であるミストバーンに肉体を乗っ取られそうになった際は、武器を用いず魂に蓄積させておいた光の闘気による精神力で打ち払い、止めを刺すことが出来た。

## 他の軍団長たちとの関係
彼自身の気質と彼自身人間であるため、魔王軍時代は他の軍団長たちとの折り合いはよくなかったが、クロコダインは騎士道精神を重んじる武人として尊敬しており、人間を憎んでいたバランは同じような気概と境遇から彼を評価していた。この3人は魔王軍を離れたあとも信頼関係を保っている。作者の話によると、軍団長六人のうち「カッコイイ系」であるこの3人をダイの仲間にし、「ズルイ＆謎系」のミストバーン、フレイザード、ザボエラはそのまま敵方にしたとのこと。一方、フレイザードからは人間でありながら魔王軍の主要な地位に立っていることを快く思われておらず一方的に反感を買われていた上、ダイに敗北した直後にマグマの爆発を誘発させられ殺されかけるなど関係は険悪であった。ザボエラに対しても、マァムを気にかけていることを揶揄されて逆上し、扼殺しかけたことがある。
なお、軍団長を束ねるハドラーに対しては彼の力不足によって父が死に追いやられたとみなして全く尊敬しておらず、いずれその無力さを思い知らせてやろうと決めており、面と向かって皮肉も述べていた。だが、ハドラーと対戦した際には魔軍司令としての実力を認め、ハドラーも「想像以上に強い」と評し瀕死状態のヒュンケルの一撃に心臓を貫かれた際には「真の戦士」と評している。その後、ハドラーが蘇生して超魔生物となってからはバルトスに関する恨み言は一度も言っていない。

## 技
ブラッディースクライド
アバンに師事する中でヒュンケルが独自に開発した、得物をドリル状に高速回転させて敵を討ち貫く技。幼少期の時点でアバンに使った際にも「反撃しないと確実に死んでいた」と言わしめるほど完成度は高い。使用する武器が剣から槍に変わってもその刺突技という性質上威力は変わらないため、アバンストラッシュを封印したヒュンケルは槍を使用するようになってからも愛用した。光の闘気や暗黒闘気を込めて放てば、実質的にアバンストラッシュと同等の威力を発揮する。
『ドラゴンクエスト ダイの大冒険 ぶちやぶれ!!新生6大将軍』では、渦巻く衝撃波を放つ（もしくは剣自体が伸びる）技として描かれている。
アバン流刀殺法大地斬、海波斬
バラン戦以後は、鎧の魔槍に武器を持ち替えたために未使用。空裂斬は未修得。これは、空の技の難易度が高いということもあるが、ヒュンケルが復讐のために邪念に縛られた境地でアバン流刀殺法を学んでいたからである（あるいは虚空閃習得後であれば使用できる可能性もあるが、作中では使われていない）。
アバン流槍殺法地雷閃、海鳴閃、虚空閃
アバン流の極意は武器を選ばないことにあり、基礎ができていれば他の武器への応用は（ヒュンケルほどの素質があれば）難しくない。そのため、アバン流刀殺法の応用で数日の間にヒュンケルは地雷閃、海鳴閃までマスターした。アバン流刀殺法においても空の技は未修得だったため、虚空閃も当初は使えなかったが、ミストバーン戦において無我夢中になって、この技を出すことに成功する。その後、修行を重ねてこの技を完全にマスターする。
グランドクルス
剣の柄など十字状の媒体から闘気を放出する技。元々は武器の使用できない状況などに追い詰められたときの最後の隠し玉としてアバンから伝授されたもので、その闘気の制御の難しさから自爆技となりかねない危険性を孕んでいるため、本来は闘気の出力を最小限抑えて放つ必要があった。事実ヒュンケルがバルジ島でアバンの教えを思い出し、初めて使用した際には制御に習熟していなかったために闘気を放出しきって一時的に抜け殻のような状態に陥ってしまった。しかしヒュンケルは逆にそれをきっかけとして相打ち覚悟の生死の境界での闘気の制御に習熟していった結果、その技術を神業の域にまで高めていき、最終的に師のそれとは性質の大きく異なる、強大な必殺技として完成させた。その闘気の出力は、ダイのパーティーの中でも最大級を誇る。ただし最大出力で生命エネルギーを放つために、肉体にかかる負担と消耗が激しい。ヒュンケルはこれを1日に3回使用しようとしたことがあるが、三度目に試みたときは闘気の収束が大幅に遅れ、技を破られた。ヒュンケルが逆にアバンのように出力を小出しにして放てるのかどうかは不明である（作中では、常に最大出力で放っている）。
アバン流究極奥義無刀陣
アバン流の奥義。武器をあえて手放して自身を無の状態にし、敵の攻撃を受け流して致命傷を避ける体勢を作る。闘志を切り離した状態で敵の攻撃をあえて受けることで自身の負荷を減らしつつ敵の隙を見つけてそこに必殺の一撃を叩き込む捨て身のカウンター技。ヒュンケルはバラン（実際に技を受けたのは、直前に割って入ってきたアルビナス）、ヒムに対してこの技を使った。但しヒム戦の際は、既に満身創痍でヒムの強力無比な闘気を帯びたオーラナックルをわずかに食らうことすら許されない状況であった為、敵の攻撃を受けた後に武器を拾って反撃するのではなく、敵の攻撃を受ける寸前に素手のまま相手の攻撃する勢いを上乗せして先手でカウンターを叩き込むという変形版を編み出して用いた。
闘魔傀儡掌
暗黒闘気の力によって相手の体の自由を奪う技。ミストバーンが本家本元の使い手であるが、彼は不死騎団長の任務のためこの技を教わっており、「本来はガイコツたちを操るための技」だと述べている（作中では一度だけであるが、複数のガイコツ剣士を指先で操り、ダイ達と戦わせている）。ヒュンケルはこの技を、師のミストバーンすら上回るほど完璧にマスターした。ダイたちの仲間となって以降は、正義の闘法のみを用いるようになったためこの技を利用することはなくなったが、鬼岩城戦におけるミストバーンとの対決では、ミストバーンとの訣別の技として敢えて再び使用した。しかし、このときのヒュンケルは、自らの光の闘気と暗黒闘気の強さの秘密（前述）に気づいていなかったため、この技を最大の威力で使用することはできず、ミストバーンに破られた。

## 補足
- 名前の由来は「ヒュンと剣（けん）を振るう」から。
- 単行本のおまけページでヒュンケル自身がアバンストラッシュを使うことを戒めている旨の発言をしている。ただし戒めを自らに課す前の魔剣戦士時代、アバン流刀殺法をマスターしていないダイへの当てつけとして、初期のダイとの戦いで剣を用いた「未完成のアバンストラッシュ」を放っている。また、映画版では氷炎将軍ブレーガンを、アバンストラッシュで倒している。